# Nachtschicht – Geld regiert die Welt
Nachtschicht – Geld regiert die Welt ist ein deutscher Fernsehfilm aus dem Jahr 2012. Es ist der elfte Teil der ZDF-Krimireihe Nachtschicht. Er wurde am 28. September 2012 beim Filmfest Hamburg uraufgeführt und am 20. Januar 2013 erstmals bei ZDFneo ausgestrahlt.

## Handlung
Erich Bo Erichsen geht an einem seiner freien Abende zusammen mit seinen Bekannten Boris Quante und Roland Petry in Hamburg feiern. In einem der Nachtclubs bleiben sie hängen und trinken relativ viel Alkohol. Am nächsten Morgen wird Quante von dem Gewaltverbrecher Marvin Weber eiskalt erschossen. Quante hatte als sein Anwalt vergessen, rechtzeitig einen Antrag zu stellen, damit er während seiner letzten Haftstrafe Freigang erhält und zur Beerdigung seiner Frau gehen kann. Das hatte er ihm nicht verziehen und nun auf seine Weise dafür bestraft. Erichsen hat jedoch davon nichts bemerkt und ist erschrocken, als Quante auf dem Parkplatz des Nachtclubs tot in seinem Wagen aufgefunden wird.
Erichsen und Brenner befragen zunächst Mitfeierkandidat Roland Petry, der jedoch auch keinerlei Hinweise auf den Täter geben kann. Zudem hat er gerade ganz andere Probleme, denn er hat große finanzielle Sorgen, obwohl er eine Bankfiliale leitet. Als er erfährt, dass seine neue Haushaltshilfe ähnliche Probleme hat, überredet er kurzerhand ihren Mann, Yüksel Özbek, den nächsten Geldtransport zu überfallen. Als Komplize holt er sich auch noch Marvin Weber dazu, ohne zu ahnen, dass er Boris Quante erschossen hat.
Das KDD-Team konzentriert sich bei der Tätersuche mittlerweile auf Rockerchef und Bordellbesitzer Rudy Mabuse. Er vergibt Kleinkredite an Leute mit finanziellen Problemen und kassiert dafür hohe Zinsen. Wer die Raten nicht bedienen kann, wird sehr unsanft an seine Verpflichtungen erinnert und Rechtsanwalt Quante gehörte auch zu diesen Kunden.
Für Yüksel Özbek und Marvin Weber wird es ernst. Der Überfall des Geldtransports verläuft jedoch nicht wie gewünscht und Weber erschießt einen der Wachmänner. Dennoch können die beiden mit den Geldkoffern entkommen. Als sie sich allerdings ihre Beute ansehen wollen, stellen sie fest, dass Petry sie betrogen hat, denn die Koffer enthalten lediglich 180 Tausend und keine sieben Millionen, wie versprochen. Während Özbek sich auch mit der kleinen Summe zufriedengeben will, ist Weber anderer Meinung.
Der KDD hat sich auch um diesen Raubüberfall zu kümmern und erfährt in der Bank, dass eine der Angestellten einen der Bankräuber erkannt hat: Yüksel Özbek, da er zu ihrem Kundenkreis zählt. Kommissar Yannick Kruse, ein neuer Kollege im KDD-Team, soll Özbek Wohnung observieren und tatsächlich kommt dieser mit Weber spät in der Nacht dorthin zurück. Allerdings kann Kruse allein die beiden nicht aufhalten und sie entkommen.
Roland Petry will sich inzwischen mit den Millionen absetzen, doch seine Frau hat einfach sein Auto genommen. So verliert er viel Zeit, ehe er sie findet und das Auto mit der wertvollen Fracht zurück hat. Lisa Brenner erfährt derweil von Özbeks Frau, dass Petry den Überfall eingefädelt hat und so wird nach ihm gefahndet. Parallel sind ihm auch Özbek und Weber auf den Fersen, die ihn als erste am Flugplatz stellen, von wo aus er mit seinem Sportflugzeug ins Ausland fliehen will. Nachdem das KDD-Team eintrifft, können alle drei festgenommen werden.

## Hintergrund
Sehr unrealistisch ist, dass KHK Erichsen bei seiner Zechtour seine Dienstpistole dabei hat und in einer Kneipe damit herumfuchtelt. Nachdem er gegen 3 Uhr am Morgen mit 2,7 Promille Blutalkohol in die Ausnüchterungszelle eingeliefert wird, nimmt er trotz erheblicher Menge an Restalkohol um 8 Uhr am Morgen seine Arbeit auf und steuert kurz darauf mit – rein rechnerisch – 2,0 Promille Blutalkohol seinen Dienstwagen, ohne dass dies irgendwelche Konsequenzen hätte.

## Rezeption

### Einschaltquote
Bei der Erstausstrahlung am 21. Januar 2013 auf ZDF erreichte der Film 5,20 Millionen Zuschauer und 15,2 Prozent des Gesamtmarktanteils.

### Kritiken
Rainer Tittelbach von Tittelbach-TV bewertete die Episode nur mittelmäßig und schrieb: „verspielte Wendungen, überdrehte Figuren, hohes Tempo, gutes Timing, Top-Soundtrack. Doch bei genauem Hinsehen läuft ‚Geld regiert die Welt‘ – im Vergleich mit den anderen 10 Episoden – dramaturgisch & thematisch nicht rund. Schnitt und Geschwindigkeit als Allheilmittel; lieblos die Behandlung der internen Beziehungskonflikte; die persönliche Involviertheit von Rohdes ‚Problembulle‘ ist halbherzig. Psychologisch stimmt wie immer wenig.“
Die Kritiker der Fernsehzeitschrift TV Spielfilm meinten: „Überzeichnet? Na klar. Aber rasant und spannend.“ Fazit: „Volldampf durch Klischees und Kokolores.“
Der Film erschien zusammen mit Nachtschicht – Wir sind alle keine Engel auf DVD.